# Вурія Гафурі
Вурія Гафурі (перс. وریا غفوری, нар. 20 вересня 1987, Сенендедж) — іранський футболіст, захисник клубу «Естеглал».
Виступав, зокрема, за клуб «ПАС Гамадан», а також національну збірну Ірану.

## Клубна кар'єра
У дорослому футболі дебютував 2007 року виступами за команду клубу «ПАС Гамадан», в якій провів три сезони, взявши участь у 82 матчах чемпіонату. Більшість часу, проведеного у складі ПАСа, був основним гравцем захисту команди.
Згодом з 2010 по 2016 рік грав у складі команд клубів «Шахрдарі» (Тебриз), «Нафт Тегеран» та «Сепахан».
До складу клубу «Естеґлал» приєднався 2016 року. Станом на  відіграв за тегеранську команду 26 матчів в національному чемпіонаті.

## Виступи за збірну
У 2014 році дебютував в офіційних матчах у складі національної збірної Ірану.
У складі збірної був учасником кубка Азії з футболу 2015 року в Австралії.

## Титули і досягнення
- Чемпіон Ірану (2):

«Сепахан»: 2014-15
«Естеґлал»: 2021-22
- Володар Кубка Ірану (1):

«Естеґлал»: 2017-18